# Live & Rare (Korn)
Live & Rare è la seconda raccolta del gruppo musicale statunitense Korn, pubblicata il 9 maggio 2006 dalla Epic Records e dalla Immortal Records.

## Descrizione
Il disco contiene 13 tracce: 11 dal vivo (sette registrate al locale CBGB di New York, due a Woodstock 1999, una al Projekt Revolution Tour 2004 e una all'MTV Icon: Metallica) e due registrate in studio (una reinterpretazione e un lato B dell'album Life Is Peachy).
L'album non ha ricevuto molti consensi: ciò è dovuto al fatto che praticamente tutto il materiale del CD è reperibile su altri lavori del gruppo, e che l'unica traccia che può essere considerata rara è la b-side Proud, che fa parte della colonna sonora del film horror So cosa hai fatto. C'è comunque da dire che il disco è edito dalla Epic/Immortal, l'etichetta sotto cui i quattro erano in precedenza sotto contratto, e che quindi la band non ha nulla a che fare con quest'album.

## Tracce
1. Did My Time – 4:12
2. Blind – 4:12
3. Falling Away from Me – 4:15
4. Right Now – 3:05
5. Got the Life – 4:06
6. Here to Stay – 4:20
7. Freak on a Leash – 4:25
8. Another Brick in the Wall (Parts 1, 2, 3) – 8:21 – originariamente interpretata dai Pink Floyd
9. One – 4:27 – originariamente interpretata dai Metallica
10. My Gift to You – 6:13
11. A.D.I.D.A.S. – 3:50
12. Earache My Eye – 4:50 – originariamente interpretata dai Cheech & Chong
13. Proud – 3:26

## Formazione
Gruppo
- Brian "Head" Welch – chitarra
- David Silveria – batteria
- Fieldy – basso
- James "Munky" Shaffer – chitarra
- Jonathan Davis – voce, cornamusa

Produzione
- Mitch Maketansky – produzione (tracce 10 e 11)
- Steve Thompson – produzione (traccia 12)
- Toby Wright – produzione (traccia 12)
- Korn – produzione (traccia 12)
- Ross Robinson – produzione (traccia 13)

## Classifiche
| Classifica (2006)  | Posizione massima |
| ------------------ | ----------------- |
| Austria            | 38                |
| Belgio (Fiandre)   | 90                |
| Belgio (Vallonia)  | 94                |
| Francia            | 100               |
| Germania           | 72                |
| Italia             | 73                |
| Stati Uniti        | 51                |
| Stati Uniti (rock) | 20                |
| Svizzera           | 64                |